# CHL Import Draft 2014
CHL Import Draft 2014 – 23. draft CHL w historii. Łącznie wybrano 71 zawodników (przewidziano 120 wyborów).

## Wybrani
Pozycje: B – bramkarz, LO – lewy obrońca, PO – prawy obrońca, C – center, LS – lewoskrzydłowy, PS – prawoskrzydłowy

Ligi: OHL – Ontario Hockey League, QMJHL – Quebec Major Junior Hockey League, WHL – Western Hockey League

### Runda 1
| #  | Zawodnik (pozycja)         | Pochodzenie | Klub macierzysty           | Klub wybierający (liga)      |
| -- | -------------------------- | ----------- | -------------------------- | ---------------------------- |
| 1  | Pavel Zacha (C)            | Czechy      | Bili Tygri Liberec         | Sarnia Sting (OHL)           |
| 2  | Władisław Kamieniew (C)    | Rosja       | Stalnyje Lisy Magnitogorsk | Quebec Remparts (QMJHL)      |
| 10 | David Pastrňák (PS)        | Czechy      | Södertälje SK              | Belleville Bulls (OHL)       |
| 13 | William Nylander (C)       | Szwecja     | Modo                       | Mississauga Steelheads (OHL) |
| 30 | Iwan Proworow (LO)         | Rosja       | Cedar Rapids RoughRiders   | Brandon Wheat Kings (WHL)    |
| 40 | Hampus Olsson (PS)         | Szwecja     | Rögle BK J20               | North Bay Battalion (OHL)    |
| 43 | Juho Lammikko (N)          | Finlandia   | Ässät                      | Kingston Frontenacs (OHL)    |
| 53 | Dzmitryj Ambrażejczyk (PS) | Białoruś    | Dynama-Szynnik Bobrujsk    | Baie-Comeau Drakkar (QMJHL)  |
| 56 | Pawieł Karnauchau (C/LS)   | Białoruś    | Krasnaja Armija Moskwa     | Calgary Hitmen (WHL)         |